# 捷克斯洛伐克國家鐵路

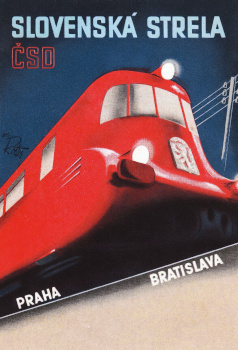

捷克斯洛伐克國家鐵路（ČSD, 捷克語:Československé státní dráhy、斯洛伐克語:Česko-slovenské štátne dráhy）是捷克斯洛伐克的國營鐵路公司，成立於1918年10月28日。捷克斯洛伐克國家鐵路繼承自奧地利帝國鐵路和匈牙利國家鐵路。在1930年代時，捷克斯洛伐克國家鐵路的營業里程位居歐洲第五。捷克斯洛伐克當時1%的人口在捷克斯洛伐克國家鐵路工作。隨著天鵝絨分離，捷克斯洛伐克國家鐵路在1992年12月31日解體，分為捷克鐵路和斯洛伐克鐵路。